# Диявол може плакати (мультсеріал)
«Devil May Cry» (укр. Диявол може плакати), також відомий як «Devil May Cry Аді Шанкара» (англ. Adi Shankar's Devil May Cry) — анімаційний телевізійний серіал 2025 року в жанрі міського фентезі для дорослої аудиторії, створений Аді Шанкаром і південнокорейською студією Studio Mir за мотивами однойменної японської франшизи відеоігор від Capcom. 3 квітня 2025 року серіал вийшов у Netflix.

## Сюжет
Білий Кролик, одержимий демоном терорист, організовує вторгнення найманців до Ватикану, щоб потім убити їх та викрасти меч Грань Сили. Цей меч належав легендарному демону Спарді, який у давнину обернувся проти інших демонів та створив магічний бар'єр між Пеклом і Землею. Білий Кролик шукає мисливця на демонів, щоб злити обидва світи воєдино.
Представники уряду США обговорюють напад і зустрічаються з доктором Фішером, вченим з DARKCOM, яку фінансує віцепрезидент США Бейнс. DARKCOM захоплює інформатора Енцо Феріно. Вислухавши його, Бейнс і Фішер приходять до висновку, що Білий Кролик не може знищити бар'єр без магічного амулета Спарди (що є своєрідним ретранслятором), який був розділений на дві частини. Енцо каже їм, що Кролик шукає мисливця на ім'я Данте, і розуміє, що в Данте є частина амулета, а друга частина в Білого Кролика. Тим часом Данте стикається з мінливим Плазмою, який намагається викрасти його половину амулета. Бейнс наймає найманців, щоб вистежити Данте та захопити амулет першим. Він посилає елітний загін DARKCOM на чолі з Мері Енн Аркхем. До загону приєднується Андерс, єдиний, хто вижив після нападу Білого Кролика у Ватикані.
Бейнс змушує Енцо поговорити з Данте щодо амулета. Але Данте відмовляється віддати амулет, бо його подарувала йому мати. Данте легко протистоїть найманцям і вступає в поєдинок із Мері, яка припускає, що Данте — гібрид людини й демона. Їй вдається схопити Данте завдяки технологіям DARKCOM і доставити до своєї штаб-квартири для допиту. Між тим з'ясовується, що Мері втратила батька, який намагався попередити владу про реальність демонів. Хоча Бейнс відчуває огиду до Данте, він вірить, що борючись на боці DARKCOM, Данте може очиститися від своєї демонічної частини. В той час Білий Кролик залучає демонів Кавальєра, Єхидну, Плазму, Агні та Рундру, щоб викрасти половину амулета з конвою. Проте йому ще чогось бракує і Кролик убиває Фішера, який здогадався, що це — кров Данте. Потім Кролик ранить Андерса та бере Енцо в заручники. Данте переслідує його на мотоциклі, але ледве не гине, коли бомба DARKCOM, імплантована в його шию, вибухає.
Данте та Енцо опиняються в полоні на захопленому Кроликом літаку Бейнса. Та Бейнс впевнений, що Бог обрав його для знищення демонів і неодмінно врятує. Кролик заманює DARKCOM у пастку, а Кавальєр і Єхидна убивають бійців, крім Мері. Переживаючи галюцинації про свого батька та загиблих товаришів, Мері ховається в занедбаному будинку, де знаходить біженців із Пекла. Вони пояснюють, що Білий Кролик врятував їх із Пекла, в якому жорстоко править демон Мундус. Мері визнає їх невинними та йде шукати амулет. Данте бореться з Агні та Рудрою та активує свої справжні сили, згадуючи своє дитинство, завдяки чому вбиває Агні.
Леді виявляє лабораторію, де Білий Кролик проводив експерименти над демонами-біженцями. Вона возз'єднується з одним зі своїх колег, не зрозумівши одразу, що насправді це Плазма. Єхидна влаштовує засідку на них обох, але випадково атакує Плазму. Мері обіцяє захистити демонів-біженців, але Бейнс наказує їх убити і Плазма вчиняє самогубство, підірвавши лабораторію. Данте користується своїми надлюдськими здібностями, щоб врятувати Енцо, Бейнса та інших заручників з літака, перетворившись на крилатого демона. Потім він продовжує боротьбу з Рудрою, якого вбиває Мері. Данте переконується, що він на половину демон і ключ до активації амулета. Білий Кролик наполегливо повторює Данте, що він повинен добровільно дати свою кров для активації. Кролик демонструє, що насправді він людина, і в дитинстві випадково потрапив до Пекла крізь маленький портал. Познайомившись із демонічним світом, він вирішив урятувати тамтешніх знедолених жителів, зливши Пекло з Землею. Його життя підтримує серце демона і коли DARKCOM убиває його поплічників, Білий Кролик користується серцем, щоб перетворитися на величезного справжнього демона. Він показує Данте, що його зниклий брат Вергілій насправді живий і сам віддав власну половину амулета й зразок крові. З'єднавши їх, Білий Кролик ослаблює бар'єр між світами, впускаючи більше демонів. Як пояснює Кролик, Спарда ненавмисне дозволив Мундусу цілком завоювати Пекло, а злиття двох світів принесе користь обом.
Данте протистоїть Білому Кролику, який убиває Енцо, що кинувся в самовбивчу атаку. Данте вдається здолати Кролика та розділити амулет, що знищує всіх демонів, які встигли пройти на Землю. Він називає Мері «Леді» і вони нібито домовляються працювати далі разом. Але Мері присипляє Данте й віддає його DARKCOM, де Данте заморожують. Бейнс отримує амулет і користується ним, щоб відкрити портали між світами й почати завоювання Пекла силами американської армії. Його корпорація Uroboros окуповує частину Пекла та починає видобувати звідти ресурси, місцеві жителі опиняються в неволі на новозбудованій людській базі. Згодом Вергілій вривається на базу та звільняє демонів під музику з пісні «Bury the Light» з гри Devil May Cry 5.

## Актори озвучення
- Джонні Йонґ Бош[en] — Данте[4]

## Виробництво
Наприкінці 2018 року Аді Шанкар оголосив про продюсування телевізійної адаптації серіалу Devil May Cry для Netflix. Сценаристом серіалу став Алекс Ларсен. Перший сезон складатиметься з 8 серій.
Наприкінці вересня 2023 року під час прямої трансляції Netflix Drop 01 опублікували перший тизер. Незабаром після цього Рубен Ленґдон, актор озвучування Данте англійською, розповів, що його не запрошували на озвучення. У вересні 2024 року стало відомо, що Джонні Йонг Босх, який озвучував в іграх Неро, візьме на себе роль Данте в серіалі.

## Вихід
У вересні 2023 року вийшов перший тизер-трейлер разом із новиною про те, що Studio Mir буде продюсувати та анімувати серіал. Другий тизер-трейлер вийшов 19 вересня 2024 року.

## Сприйняття
На агрегаторі рецензій Rotten Tomatoes серіал схвалили 96% критиків, присудивши середній бал  7,9/10. Критичний консенсус вебсайту підсумовує: «Віддаючи шану своєму вихідному матеріалу на пафосності, Devil May Cry нарізає собі шлях у середовищі анімації та справляє криваво незабутнє перше враження». На Metacritic середньозважена оцінка склала 77 зі 100, вказуючи на «загалом схвальні» рецензії.